# Ann Petrén
Ann Louise Maria Petrén (født 25. maj 1954 i Västerås) er en svensk skuespillerinde. Hun studerede på Teaterhögskolan i Malmö og har været tilknyttet Stockholms stadsteater.
I 2003 modtog Ann Petrén en Guldbagge for rollen som Anita i spillefilmen Hvis jeg vender mig om, der er instrueret af Björn Runge.

## Filmografi
- Brødrene Mozart (1986)
- I lovens navn (1986)
- Varuhuset (tv-serie, 1987)
- Peter og Petra (1989)
- Kaninmannen (1990)
- Pistvakt (tv-serie, 1998)
- Kvinden i det låste værelse (tv-serie, 1998)
- c/o Segemyhr (tv-serie, 1998-1999)
- Den bedste sommer (2000)
- Taurus (tv-serie, 2002)
- Hvis jeg vender mig om - en film om håb (2003)
- Tilbage til Dalarna (2004)
- Graven (tv-serie, 2004)
- Mund mod mund (2005)
- Ørnen (tv-serie, 2006)
- Beck (tv-serie, 2006)
- LasseMajas detektivbyrå (tv-serie, 2006)
- Hjerteslag (tv-serie, 2008)
- Maria Larssons evige øjeblik (2008)
- Frøken Mærkværdig og karrieren (animationsfilm, 2010)
- Happy End (2011)
- Welcome to Sweden (tv-serie, 2014)
- Broen (tv-serie, 2015)
- Jordskott (tv-serie, 2015-2017)
- Pigen, moderen og dæmonerne (2016)
- Bonusfamilien (tv-serie, 2017-2021)
- Grænse (2018)
- Stackars djur (kortfilm, 2018)
- Bamse og kraftklokkerne (animationsfilm, 2018)
- Inland (2020)
- Suedi (2021)
- Alt og Eva (tv-serie, 2024)
- Mord i Skærgården (tv-serie, 2024)
- Aktionen (kortfilm, 2025)